# Villa Godin
Pour les articles homonymes, voir Godin.
La villa Godin est une voie du 20e arrondissement de Paris, en France.

## Situation et accès
La villa Godin est une voie privée située dans le 20e arrondissement de Paris. Elle débute voie CJ/20 et se termine en impasse.

## Origine du nom

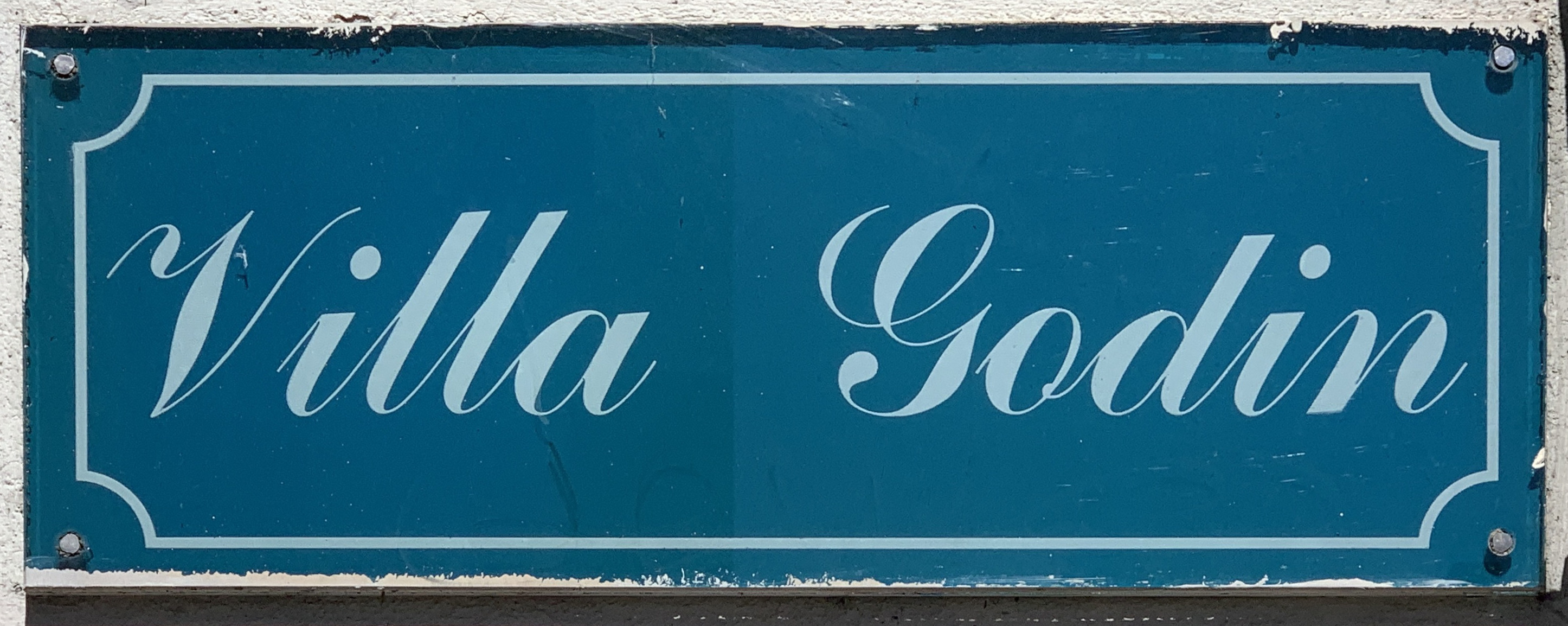
Plaque de la voie.

Cette voie est baptisée d'après le nom du propriétaire des terrains sur lesquels elle a été ouverte.

## Historique
Cette voie a été connectée au réseau d'assainissement collectif par un arrêté municipal du 25 juin 1985.